# Chadron (Nebraska)
Chadron és una població dels Estats Units a l'estat de Nebraska. Segons el cens del 2000 tenia 5.634 habitants.

## Demografia
Segons el cens del 2000, Chadron tenia 5.634 habitants, 2.187 habitatges, i 1.150 famílies. La densitat de població era de 599,3 habitants per km².
Dels 2.187 habitatges en un 24,6% hi vivien nens de menys de 18 anys, en un 41% hi vivien parelles casades, en un 8,8% dones solteres, i en un 47,4% no eren unitats familiars. En el 34,4% dels habitatges hi vivien persones soles el 12,9% de les quals corresponia a persones de 65 anys o més que vivien soles. El nombre mitjà de persones vivint en cada habitatge era de 2,2 i el nombre mitjà de persones que vivien en cada família era de 2,87.
Per edats la població es repartia de la següent manera: un 18,3% tenia menys de 18 anys, un 32% entre 18 i 24, un 19,9% entre 25 i 44, un 16,9% de 45 a 60 i un 12,9% 65 anys o més.
L'edat mediana era de 25 anys. Per cada 100 dones de 18 o més anys hi havia 88,1 homes.
La renda mediana per habitatge era de 27.400 $ i la renda mediana per família de 44.420 $. Els homes tenien una renda mediana de 30.353 $ mentre que les dones 17.183 $. La renda per capita de la població era de 16.312 $. Aproximadament l'11% de les famílies i el 21,4% de la població estaven per davall del llindar de pobresa.

## Poblacions properes
El següent diagrama mostra les poblacions més properes.